# Pilotrichum ciliatum
Pilotrichum ciliatum là một loài rêu trong họ Pilotrichaceae. Loài này được (Hedw.) Müll. Hal. mô tả khoa học đầu tiên năm 1851.